# 南陽薬品
南陽薬品株式会社（なんようやくひん）は、沖縄県那覇市下泉町2-6に本社を置く医薬品・医療機器をとり扱う企業であった。沖縄地区武田薬品工業第一特約店であった。

## 会社概要
- 代表取締役社長 宮平善雄
- 代表取締役 松山朝要
- 代表取締役 宮城光吉
- 代表取締役 長友寄隆安
- 代表取締役 宮平光子
- 資本金 600万円

## 沿革
- 1907年8月「南陽医科器械薬品株式会社」創業
- 1943年 沖縄県医薬品配給統制株式会社設立により吸収統合
- 1950年12月　資本金5万ドルで「南陽薬品」（沖縄那覇市十区十一組）設立
  - 代表取締役社長・大山岩松
  - 武田薬品総代理店契約社（戦後沖縄県地域では、一店一代理店制度）
- 1960年 武田薬品が「琉薬」と代理店契約を締結し代理店2社体制へ移行
- 1972年5月15日沖縄返還
- 1974年5月 「光南薬品株式会社」と合併し「コーヨー薬品」と商号変更

## 主な取引メーカー
- 武田薬品工業
- 丸善製薬研究所